# Aïssatou Kouyaté
Aïssatou Kouyaté, née le 19 avril 1995, est une joueuse française internationale de handball évoluant au poste d'arrière droite.

## Biographie
Aïssatou commence le handball à la MSD Chartres en 2008 et intégré le Pôle Espoirs Féminin de la Ligue Centre-Val de Loire de Handball en septembre 2009. Après une année sur Chartres, elle suit la délocalisation du Pôle sur Orléans et effectue ses premiers stages nationaux lors de la saison 2010/2011.
En 2012, elle intègre le Centre de Formation du Fleury Loiret handball.
En 2014, elle passe du centre de formation de Fleury à celui de Nice avec pour optique d'intégrer rapidement l'équipe première. Dès sa première saison, elle participe aux rotations et inscrit 18 buts en 19 matchs de championnat. La saison suivante, elle s'affirme encore et inscrit 37 buts en 21 matchs.
Moins utilisée lors de la saison 2016-2017, elle rejoint finalement l'ES Besançon en tant que joker médical dès le mois de mars 2017, pour pallier la blessure d'Anna Manaut.
À l'automne 2018, elle est appelée en équipe de France lors d'un stage de préparation à l'Euro 2018, puis à l'été 2019, en l'absence de nombreuses titulaires laissées au repos et à l'occasion d'une large revue d'effectif, elle est à nouveau retenue pour un stage de préparation avec l'équipe de France.
En 2020, elle participe à sa première compétition internationale avec les Bleues à l'occasion de l'Euro 2020 où elle remporte une médaille d'argent. Peu de temps après, elle signe au Brest Bretagne Handball pour un contrat de deux à compter de la saison 2021/22. Mais, victime d'une rupture des ligaments croisés du genou gauche en avril 2021, elle est contrainte de déclarer forfait pour les Jeux olympiques de Tokyo

## Palmarès
- finaliste du championnat d'Europe 2020
- cinquième du championnat du monde junior en 2014[10]